# Привет, бабульник!
«Привет, бабульник!» — российский короткометражный рисованный мультфильм Натальи Мирзоян, созданный на киностудии «Союзмультфильм» в 2020 году. 

## Сюжет
Это история о восьмилетней девочке Маше, которой очень хочется, чтобы родители взяли ее с собой на новогоднюю вечеринку, но вместо этого они отправляют её встречать праздник с бабушкой.

## История создания
Режиссёр Наталья Мирзоян вспомнила, как дочь её друга мультипликатора Андрея Бахурина Маша пожаловалась, что взрослые закатили веселую новогоднюю вечеринку, а её отправили к бабушке отмечать Новый год в компании ее подруг. «Я нарисовала картинку, где грустная девочка сидит за новогодним столом среди бабушек и назвала ее «Новый год со старушками», - рассказала Мирзоян в интервью. Когда киностудия «Союзмультфильм» объявила о питчинге на фестивале в Суздале, Наталья за неделю написала сценарий и нарисовала несколько эскизов. В результате проект выиграл, и фильм запустили в производство. Главную героиню Мирзоян сделала больше похожей внешне не на Машу, а на свою дочку Марику. А большинство диалогов бабушек были взяты из жизни.
Художником-постановщиком мультфильма стала Алиса Юфа, которая ранее никогда не работала в анимации. «Её рисунки очень атмосферные и отлично передают ощущение пространства, среды», - прокомментировала свой выбор Мирзоян.
По её словам, ей очень хотелось, чтобы мультфильм получился питерским по духу. Прототипы её героинь — типичные питерские интеллигентные старушки. С подбором актрис для озвучивания мультфильма помог редактор фильма Сергей Капков. К сожалению, из-за плотной работы в театре от роли машиной бабушки отказалась Алиса Фрейндлих, в итоге её сыграла Татьяна Пилецкая. Для 90-летней актрисы это был дебют в анимации. Других бабушек озвучили тоже актрисы из Санкт-Петербурга Лилиан Малкина и Кира Крейлис-Петрова, для которой это стала последняя работа в кино. А Пилецкая и Малкина получили анимационную премию «Икар» за лучшую актёрскую работу.

## Съёмочная группа
| автор сценария, режиссёр | Наталья Мирзоян |
| художник-постановщик     | Алиса Юфа |
| композитор               | Андрей Фига |
| звукорежиссёр            | Игорь Яковель, Денис Душин |
| роли озвучивали          | Татьяна Пилецкая, Лилиан Малкина, Кира Крейлис-Петрова |
| анимация                 | Дарья Дементьева, Николай Белов, Александра Агринская, Елизавета Астрецова, Александра Рязанова, Анеля Гуща, Виктор Васюхичев, Анна Белова, Василий Ефремов, Наталья Мирзоян |
| компоузинг               | Наталья Мирзоян |
| перевод и субтиры        | Мария Зыкова |
| редактор                 | Сергей Капков |
| исполнительный продюсер  | Юлия Грувман |
| креативный продюсер      | Михаил Алдашин |
| продюсер                 | Борис Машковцев |

## Награды
На Суздальском фестивале анимации 2020 года фильму дали приз мэтров имени Александра Татарского. Юрий Норштейн прокомментировал так: «Фильм про то, что мы все обречены, и остается только смеяться». Жюри также вручило диплом в категории «лучший профессиональный короткометражный фильм» с формулировкой «за графический дизайн». Кроме того, фильм занял 3-е место в профессиональном рейтинге.